# René Jacobs
René Jacobs (Gent, 30 oktober 1946) is een Belgisch musicus die internationale bekendheid geniet als operazanger (contratenor) en dirigent.

## Biografie
Hij zette zijn eerste stappen in de muziek aan het Sint-Lievenscollege in Gent, waar hij deel uitmaakte van de "gregorianen", een keurgroep van de Schola Cantorum van de Sint-Baafskathedraal onder de leiding van priester Noël Van Wambeke.
Na studies klassieke filologie aan de universiteit van Gent en zang aan het conservatorium van deze stad, gaf hij enige tijd les aan het Sint-Lievenscollege. Hij volgde tevens zanglessen bij Louis Devos en Alfred Deller, die hem toelieten zijn bijzondere altstem te ontwikkelen.
In 1977 werd hij voltijds musicus. Hij stichtte zijn eigen ensemble, het 'Concerto Vocale' en trad ook internationaal als contratenor op. Hij werd docent aan de Schola Cantorum Basiliensis en vanaf 1988 was hij eveneens verbonden aan het Centre de Musique baroque de Versailles.
In 1991 werd hij artistiek directeur van het Festival van Innsbruck. Dit was het begin van zijn succesvolle operacarrière, eerst als contratenor met rollen zoals Orfeus in de gelijknamige opera van Gluck of Admeto in de opera van Händel. Vervolgens werd hij dirigent en zorgde voor vernieuwende interpretaties van enkele grote 18de-eeuwse opera's. Hij voerde onder meer een aanzienlijk werk uit door het herschrijven van manuscripten betreffende de instrumentatie en de ornamentatie van de gezongen partijen.

## Eerbetuigingen
- In 2001 verleende de Académie Charles-Cros hem haar hoogste onderscheiding, de "Prix in honorem", voor de opname van de Croesus van Reinhard Keiser en voor het geheel van zijn carrière.
- In 2004 kreeg hij de Cannes Classical Award voor zijn Rinaldo van Händel.
- Hetzelfde jaar kreeg hij onderscheidingen vanwege het Britse tijdschrift Gramophone en vanwege de Franse tijdschriften Diapason en Le Monde de la Musique.
- Begin 2005 verkoos de MIDEM hem tot 'Artiest van het Jaar'.
- Hetzelfde jaar kreeg hij twee MIDEM Classical Awards voor zijn Nozze di Figaro.
- Hij ontving in 2005 een Grammy Award voor zijn cd-opname van Mozarts Le nozze di Figaro, een uitvoering in samenwerking met het Concerto Köln en het Collegium Vocale Gent.
- In 2006 won hij de vijfjaarlijkse cultuurprijs van zijn geboortestad Gent.
- In 2007 ontving hij de Gouden Penning van de Koninklijke Vlaamse Academie van België voor Wetenschappen en Kunsten.
- In 2008 ontving hij de Telemann-Prijs van de stad Maagdenburg.
- Op 17 januari 2009 nam hij de Klara Carrièreprijs 2008 in ontvangst.

## Selectieve discografie
- Concert spirituel : Œuvres de Claudio Monteverdi, Concerto Spirituale, R. Jacobs, alto - 1 cd Harmonia Mundi
- Stabat Mater van Giovanni Battista Pergolesi, Concerto Spirituale, Sebastian Hennig, soprano, René Jacobs, alto - 1 cd Harmonia Mundi
- Les trois opéras de Monteverdi (Orfeo, Ritorno d'Ulisse in Patria, Incoronazione di Poppea) - Harmonia Mundi
- Dido and Aeneas van Henry Purcell, the Clare College Choir, the Orchestra of the Age of Enlightenment - 1 cd Harmonia Mundi
- Oratorios Saul en Messiah van Haendel, - 4 cd's Harmonia Mundi, 2008
- Heinrich Schütz (1585 - 1672): Kleine Geistliche Konzerte (sélection) - Concerto Spirituale - René Jacobs, alto en directie - Sebastian Hennig, soprano - Kee Junghänel et Mihoko Kimura, violons - Jaap ter Linden, viola da gamba - Konrad Junghänel, luit en teorbe - William Christie, klavecimbel en orgel - 1 cd Harmonia Mundi, collection Musique d'abord
- Rinaldo van Händel : Freiburger Barockorchester - 3 cd's Harmoniamundi
- Tamerlano van Händel : La Grande Ecurie & La Chambre du Roy - lp CBS Records, 1984